# Ermite en prière
Ermite en prière (en néerlandais : Biddende heremiet) est un tableau peint à l'huile par l'artiste flamand Balthazar Beschey (1708-1776). Il fait partie de la collection du Musée national de Varsovie. Peinte sur une planche de chêne, l'œuvre de Beschey s'inspire du tableau L'Ermite du peintre hollandais Gérard Dou (1664), qui se trouve dans la collection du Rijksmuseum d'Amsterdam.

## Description

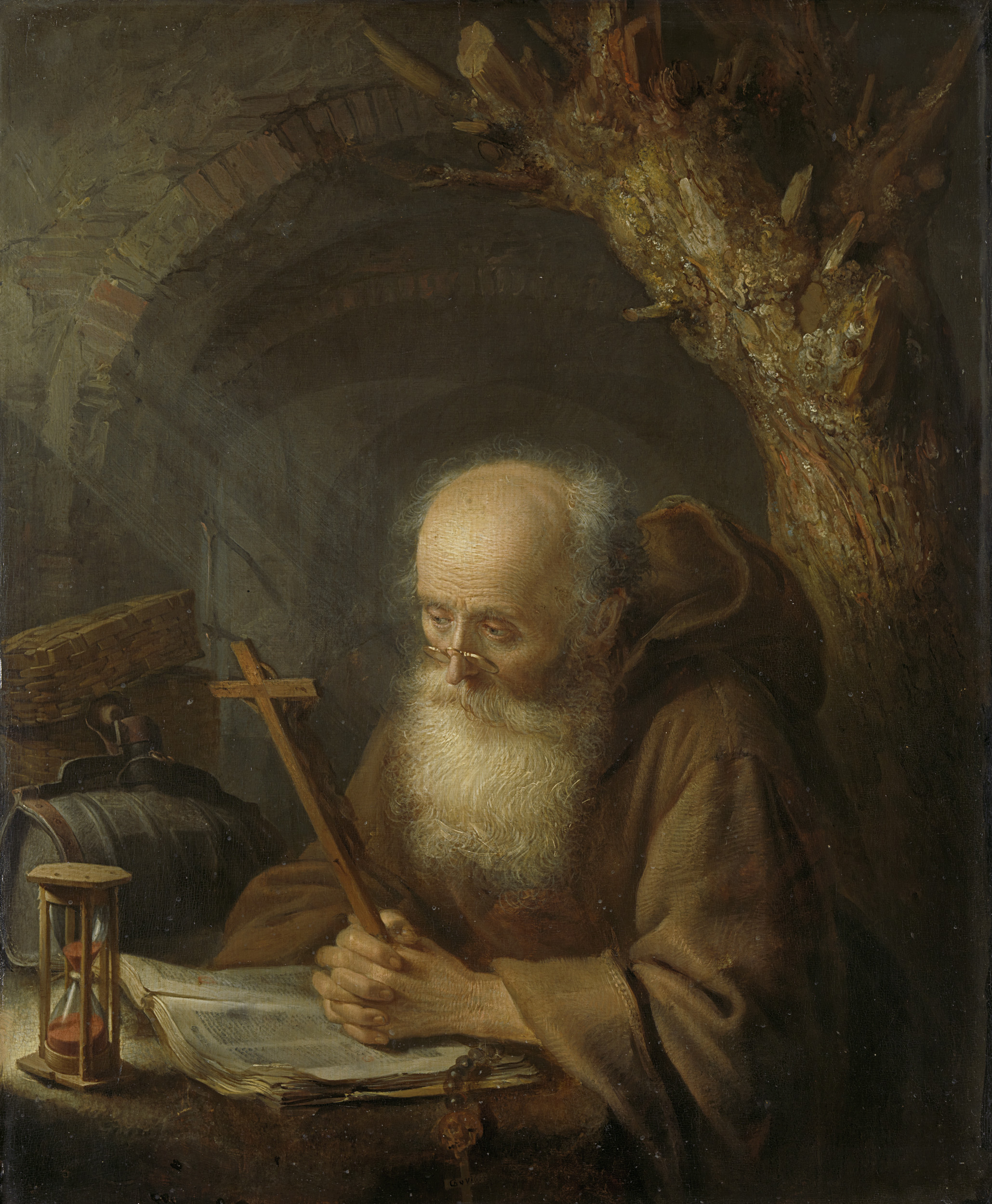
Tableau de 1664 de Gerrit Dou, Ermite en prière, qui a servi d'inspiration à Balthasar Beschey

La scène représentée dans le tableau se déroule avec la triple arcade de l'entrée voûtée d'un ermitage en arrière-plan. Vêtu d'une robe marron à capuche et sandales, un vieil ermite à longue barbe grise et calvitie, les lunettes enfoncées sur le bout du nez, s'agenouille en s'appuyant sur une pierre en forme de table sur laquelle est posé un bréviaire, avec le mot oremus visible. Il y a un chapelet sur le livre liturgique, et un sablier devant le livre. L'ermite, les yeux fixés sur le crucifix qu'il tient dans ses mains jointes, contemple les paroles de la prière dans une profonde concentration.
Sur le côté gauche de la toile, près de la porte, il y a un vieux tronc d'arbre avec des branches coupées, tandis que sur le côté droit en arrière-plan, il y a un tonneau et des paniers en osier. La nature morte au premier plan est très pittoresque, composée de têtes de chou, de racines de persil et de carottes gisant sur le sol, et de poireaux, oignons et carottes dans un panier tressé.
Les différences entre le tableau de Balthasar Beschey et l'original de Gerrit Dou incluent l'agrandissement de la figure de l'ermite, l'ajout d'une nature morte au premier plan et l'inversion de la composition par une gravure sur cuivre.